# Прага
Прага (на чешки: Praha) е столицата и най-големият град на Чехия.
Населението на града през 2024 година е 1 384 732 души, като Прага е център на метрополен регион с 2 267 817 жители, което е над 10% от населението на Чешката република. Разположен е на река Вълтава. Прага е смятана за един от най-красивите градове в света и е сред най-посещаваните от туристи.
Известна е с многообразната си архитектура от различни периоди – барок, рококо, готика, романтизъм, кубизъм и др.

## История
Прага е сред градовете с най-интересните истории в Европа и света. Още от средновековието средището по река Вълтава се превръща в най-значимия еврейски център на стария континент извън Пиренейския полуостров. Също така градът е признат за един от най-красивите в света и на два пъти е столица на Свещената Римска империя и седалище на императора ѝ. След края на Първата световна война и разпада на Австрийската империя възниква Чехословакия. За столица е избрана Прага. Този съюз се разпада под нацистки натиск през 1939 г. и по време на Втората световна война е създаден протекторат Бохемия и Моравия с център Прага. През 1945 г. Прага е последният град, който слага оръжие пред съюзниците, като тук се окопава най-боеспособната групировка на Вермахта ведно с остатъците от РОА на генерал Андрей Власов. След това политическият контрол върху Прага и комунистическа Чехословакия е упражняван от Съветския съюз. През 1967 г. настъпва т. нар. Пражка пролет, която се стреми да обнови институциите по демократичен път. Ответната реакция е свързана с окупацията на Чехословакия и нейната столица през 1968 г. от войските на Варшавския договор, включително и БНА. След падането на Берлинската стена през 1989 г. Чехословакия през 1993 г. се разпада на Чехия и Словакия, и Прага остава само чешка столица, така както е било по време на ВСВ.

## Административно деление
Град Прага е поделен на 22 района и 52 общини.

## Население
Населението на Прага през 2008 година е 1 223 368 души. Според последното преброяване към 1 януари 2019 г. то вече е 1 318 688 души.

### Етнически състав
Численост и дял на етническите групи според преброяването на населението през 2001 г.:
|            | Численост | Дял (в %) |
| Общо       | 1 169 106 | 100,00    |
| Чехи       | 1 088 814 | 93,13     |
| Словаци    | 19 275    | 1,64      |
| Руснаци    | 5301      | 0,45      |
| Украинци   | 4699      | 0,40      |
| Виетнамци  | 2590      | 0,22      |
| Моравци    | 2567      | 0,21      |
| Германци   | 1791      | 0,15      |
| Поляци     | 1486      | 0,12      |
| Цигани     | 653       | 0,05      |
| Силезци    | 161       | 0,01      |
| Други      | 18 554    | 1,58      |
| Неизвестни | 23 215    | 1,98      |

### Българска общност
Според данни на ДАБЧ към 17 ноември 2016 г. в Прага има 8 организации на българите – 4 дружества, 2 списания, 2 училища.
Дружества
|                                                                             | Адрес           | Дата на основаване | Дата на закриване | Уебсайт или блог                                               |
| Съюз на българите в Европа                                                  | ul. Americká 28 | ?                  | –                 |                                                                |
| Българска културно-просветна организация в Чешката република                | ul. Americká 28 | 1948 г.            | –                 | bgklub.cz                                                      |
| Гражданско сдружение на българите и приятелите на България в Чехия „Заедно“ | Na Sádce 1745/9 | 2001 г.            | –                 | zaedno.org                                                     |
| Гражданско сдружение „Възраждане“                                           | ?               | 2001 г.            | –                 | balgari.eu Архив на оригинала от 2016-10-18 в Wayback Machine. |

Печатни медии
|                       | Адрес             | Дата на основаване | Дата на закриване | Уебсайт или блог |
| Списание „Роден глас“ | ul. „Americká“ 28 | 1972 г.            | –                 |                  |
| Списание „Българи“    | Vocelova 3        | 2002 г.            | –                 |                  |

Училища
|                                                              | Адрес            | Дата на основаване | Дата на закриване | Уебсайт или блог |
| Българско средно общообразователно училище „Д-р Петър Берон“ | ul. Richtarska 1 | 1948 г.            | –                 | bgschool.eu      |
| Неделно училище към сдружение „Възраждане“                   | Vocelova 602/3   | 2002 г.            | –                 |                  |

## Климат
Климатът в Прага е умереноконтинентален. Зимите са относително меки, а летата са топли и дъждовни. Средната годишна температура е 8,4 °C, а средното количество годишни валежи е 509 mm.
| Климатични данни за Прага             | Климатични данни за Прага | Климатични данни за Прага | Климатични данни за Прага | Климатични данни за Прага | Климатични данни за Прага | Климатични данни за Прага | Климатични данни за Прага | Климатични данни за Прага | Климатични данни за Прага | Климатични данни за Прага | Климатични данни за Прага | Климатични данни за Прага | Климатични данни за Прага |
| Месеци                                | яну.                      | фев.                      | март                      | апр.                      | май                       | юни                       | юли                       | авг.                      | сеп.                      | окт.                      | ное.                      | дек.                      | Годишно                   |
| Абсолютни максимални температури (°C) | 17,4                      | 19,2                      | 22,5                      | 28,8                      | 32,5                      | 37,2                      | 37,8                      | 37,4                      | 33,1                      | 27,0                      | 19,5                      | 17,4                      | 37,8                      |
| Средни максимални температури (°C)    | 1,3                       | 3,0                       | 8,1                       | 14,3                      | 19,2                      | 21,8                      | 24,4                      | 23,8                      | 18,9                      | 13,1                      | 6,0                       | 2,0                       | 13,0                      |
| Средни температури (°C)               | −1,4                      | −0,4                      | 3,6                       | 8,4                       | 13,4                      | 16,1                      | 18,2                      | 17,8                      | 13,5                      | 8,5                       | 3,1                       | −0,3                      | 8,4                       |
| Средни минимални температури (°C)     | −4                        | −3,6                      | 0,0                       | 2,9                       | 8,2                       | 10,8                      | 12,7                      | 12,6                      | 8,8                       | 4,7                       | 0,6                       | −2,7                      | 4,3                       |
| Абсолютни минимални температури (°C)  | −27,5                     | −27,1                     | −27,6                     | −8                        | −2,3                      | 1,9                       | 6,7                       | 6,4                       | 0,7                       | −7,5                      | −16,9                     | −24,8                     | −27,6                     |
| Средни месечни валежи (mm)            | 22                        | 23                        | 28                        | 73                        | 66                        | 79                        | 65                        | 65                        | 42                        | 27                        | 30                        | 28                        | 509                       |
| ------------------------------------- | ------------------------- | ------------------------- | ------------------------- | ------------------------- | ------------------------- | ------------------------- | ------------------------- | ------------------------- | ------------------------- | ------------------------- | ------------------------- | ------------------------- | ------------------------- |
| Източник: Погода и Климат             |                           |                           |                           |                           |                           |                           |                           |                           |                           |                           |                           |                           |                           |

## Побратимени градове
Прага е побратимена с други големи градове по света.
| официални: - Атина, Гърция - Бамберг, Германия - Барселона, Испания - Берлин, Германия, 1995 - Билбао, Испания - Буенос Айрес, Аржентина - Кайро, Египет - Киото, Япония, 1996 - Москва, Русия, 2000 - Нюрнберг, Германия, 1990 - Париж, Франция, 1997 - Санкт Петербург, Русия, 1992 - София, България - Столичен регион Брюксел, Белгия, 2003 - Тайпе, Тайван, 2001 - Финикс, САЩ, 1991 - Франкфурт, Германия, 1990 - Хамбург, Германия, 1990 - Чикаго, САЩ, 1990 - Ясло, Полша | неофициални: - Бирмингам, Великобритания - Братислава, Словакия - Будапеща, Унгария - Виена, Австрия - Вилнюс, Литва - Йерусалим, Израел - Кали, Колумбия - Копенхаген, Дания - Лисабон, Португалия - Рига, Латвия - Ротердам, Холандия - Хелзинки, Финландия |